# West Lincoln (Kanada)
West Lincoln to gmina (ang. township) w Kanadzie, w prowincji Ontario, w regionie Niagara.
Powierzchnia West Lincoln to 387,72 km².
Według danych spisu powszechnego z roku 2001 West Lincoln liczy 12 268 mieszkańców, a gęstość zaludnienia wynosi (31,64 os./km²).